# کارمئی
کارمئی (به اسپانیایی: Carme) یک منطقهٔ مسکونی در اسپانیا است که در آنیویا واقع شده‌است. کارمئی ۱۱٫۷ کیلومتر مربع مساحت دارد.